# Ginástica nos Jogos Olímpicos de Verão de 1904 - Argolas
A final masculina das argolas da ginástica artística nos Jogos Olímpicos de Verão de 1904 contou com a participação de um número não documentado de atletas e foi realizada no dia 28 de outubro de 1904.

## Medalhistas
| Ouro   | USA Herman Glass |
| Prata  | USA William Merz |
| Bronze | USA Emil Voigt   |

## Final
Sem a fase classificatória, os ginastas competiram diretamente pelas medalhas. Apenas as três primeiras colocações ficaram registradas, incluídas as pontuações atingidas.
| Pos.              | Ginasta      | Nação              | Total  |
| ----------------- | ------------ | ------------------ | ------ |
| Medalha de ouro   | Herman Glass | USA Estados Unidos | 45,000 |
| Medalha de prata  | William Merz | USA Estados Unidos | 35,000 |
| Medalha de bronze | Emil Voigt   | USA Estados Unidos | 32,000 |